# Przysięga (film 2005)
Przysięga (chiń. upr. 无极; chiń. trad. 無極; pinyin Wújí) – chiński film dramatyczny fantasy z 2005 roku, w reżyserii i według scenariusza Chena Kaige. Koszt produkcji wyniósł 340 milionów juanów (41,9 mln dolarów).

## Fabuła
Chiny. Odległe czasy nieustannych wojen. Kraina, w której bogowie i ludzie żyją obok siebie. Osierocona dziewczynka przemierza bezkresne przestrzenie. Na swej drodze spotyka wróżkę, która odsłania przed nią perspektywę zostania piękną Księżniczką za cenę złożenia przysięgi, która pozbawia ją możliwości życia z ukochanym mężczyzną. Dziewczynka zgadza się, ale kiedy dwadzieścia lat później, już jako Księżniczka, zostaje wciągnięta w wir dramatycznych wydarzeń, przekonuje się, jak bardzo pochopną decyzję wówczas podjęła. Kraj ogarniają wyniszczające wojny, a ona sama uwięziona zostaje na dworze nikczemnego Księcia. Na ratunek spieszy jej Niewolnik, dzielny wojownik znany z niezwykłej zdolności prześcigania wiatru. To on podejmie się próby zmiany jej losu. Pokaże jej, że siła miłości może zmienić mroczne przeznaczenie.

## Obsada
Źródło: Filmweb
- Jang Dong-gun – Kunlun
- Cecilia Cheung – Księżniczka Qingcheng
- Hiroyuki Sanada – Generał Guangming
- Nicholas Tse – Wuhuan
- Liu Ye – Śnieżny Wilk
- Chen Hong – Bogini Manshen
- Cheng Qian – Cesarz
- Yu Xiaowei – Yeli

## Wyróżnienia
Źródło: Filmweb
- 2006 – nominacja do Złotych Globów w kategorii najlepszy film zagraniczny